# Chasechemui
Chasechemui – władca starożytnego Egiptu z II dynastii
Niektórzy badacze przyjmują, że Chasechem i Chasechamui to dwie różne osoby i Chasechem był poprzednikiem Chasechamui. Klasyfikacja z Cambridge utożsamia nawet Chasechemui z władcą o imieniu własnym Nefersokar.
Przeważa obecnie jednak pogląd, że Chasechem i Chasechamui to jedna i ta sama osoba. Władca używał najpierw imienia w liczbie pojedynczej ("potężny objawił się"), a następnie po zwycięstwie nad Północą i ponownym zjednoczeniu kraju przyjął imię w liczbie mnogiej ("dwaj potężni objawili się").
Pochodził z Nechen. Żoną jego była prawdopodobnie Nimaatapis. Za jego panowania doszło do przywróceniu jedności państwa na skutek ponownego pokonania i podbicia Dolnego Egiptu. Wyrazem tego było zmiana imienia, a także uznanie dwóch bogów, Horusa i Seta, za równoprawne bóstwa opiekuńcze dynastii. Władca organizował również wyprawy wojenne do Nubii i Libanu. Prowadził także ożywioną działalność budowlaną, wznosząc kamienne budowle w Nechen, Necheb i Abydos.
W Nachen odnaleziono dwa posągi króla, na cokołach których znajdują się reliefy i inskrypcje świadczące o tym wydarzeniu. Na jednym z nich widnieje napis "47 209 wrogów z północy". Z kolei na kamiennych naczyniach znalezionych w tym samym sanktuarium co posągi odczytano inskrypcję "rok walk z północnym wrogiem".
Według Manetona, jego panowanie kończy okres tynicki bez żadnego specjalnego uzasadnienia ze strony tego starożytnego historyka, co może się jednak wiązać z kresem konfliktów między Górnym i Dolnym Egiptem oraz ostatecznym uregulowanie struktur gospodarczych, religijnych i politycznych kraju.
Został pochowany w Abydos.